# オーナイム＝トラム駅
オーナイム＝トラム駅（オーナイム＝トラムえき、フランス語: Gare de Hœnheim-Tram）は、フランス・グランテスト地域圏アルザス欧州自治体（バ＝ラン県）オーナイムに位置する、ストラスブール - ロテルブール線の駅である。
通常、オーナイム駅（gare de Hœnheim）と呼ばれる。
グランテスト地域圏急行鉄道（TER）網に属するフランス国鉄の駅である。
駅周辺には、ストラスブール交通会社の電停（トラムB線の終点）や近郊・都市間バスの停留所も存在する。

## 利用可能な鉄道路線
グランテスト地域圏急行鉄道（TER Grand Est）によって旅客運航がなされている。
- ストラスブール - ロシュボーグ - ロテルブール

## 交通機関

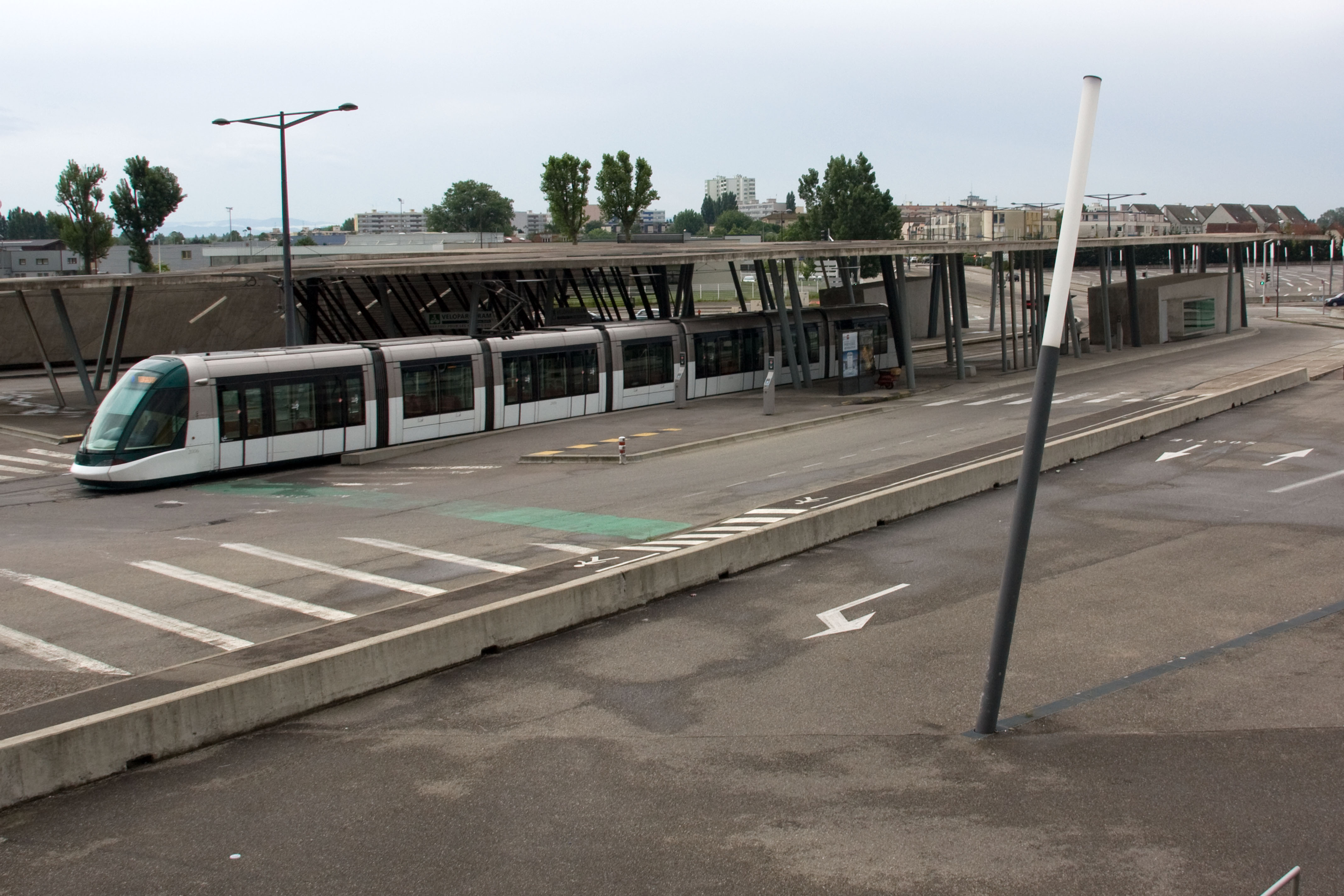
ストラスブール交通会社トラムB線の電停

オーナイム＝トラム駅では、ストラスブール交通会社トラムB線と乗換可能である。
バスは、4つの近郊路線（L3系統、L6系統、74系統、FH系統）、1つの都市間路線（210系統）に乗換可能である。

## 隣の駅
グランテストTER（ベルト（ライン）駅、ロテルブール駅またはロシュボーグ駅 - ストラスブール駅）
ラ・バンツノ - オーナイム＝トラム駅 - ビシャイム駅